# Водопроводная башня (Плён)
Водонапорная башня Плёна (нем. Wasserturm Plön) — архитектурное сооружение в стиле позднего модерна или реформаторском стиле, построенное в 1913 году по проекту архитектора Карла Франка в городе Плён. Находится в квартале Шарвег на востоке города. Промышленный и инженерный памятник с 1977 года. Памятник культуры с 1976 года.

## Сооружение
Водонапорная башня представляет собой круглое кирпичное здание со сланцевыми и деревянными конструкциями. Кирпичный ствол башни структурирован шестью контрфорсами. Выступающий уровень для резервуара облицован натуральным сланцем на деревянном каркасе. Между более тонкой шахтой башни и выступающим уровнем находится консольная круговая обзорная галерея с массивными парапетами, шесть консолей которой развиваются из шести столбов шахты башни. Галерея слегка отштукатурена. Высота водонапорной башни Плёна составляет 42,5 метра; полезная высота при эксплуатации составляла 39,5 метра. Резервуар водонапорной башни объёмом в 150 кубических метров относился к типу «Инце», который был изобретён инженером-гидротехником Отто Инце.

## История эксплуатации
В 1912 году магистратом было принято решение о строительстве в Плёне водопроводной станции. Машинный зал и три колодца были построены строительной компанией Пауля Глокенбаха на берегу озера Гросер-Плёнер-Зе, башня — на холме Хоэнберг. Станция была сдана в эксплуатацию в конце 1913 года. Из-за роста населения в Плёне гидротехнические сооружения города неоднократно перестраивали, например, были заменены старые, пришедшие в негодность, колодцы на новые. В 1960-х годах муниципальные предприятия сначала построили импровизированный водопровод, а затем в 1965 году надземный резервуар на Парнасе. Он находился на высоте 67 метров над уровнем моря и содержал 1000 кубометров воды. Это в конечном итоге сделало водонапорную башню ненужной. Здание не использовалось по назначению с 1974 года.
Компания «Шлезваг», которая с 1972 года курировала водоснабжение в Плёне, в 1976 предложила снести здание. Однако это не было сделано из-за сильного сопротивления местных жителей, поддержавших Государственное управление по охране памятников земли Шлезвиг-Гольштейн. В 1977 году водонапорная башня была передана на охрану «Шлезвагу» и была отремонтирована этой компанией.
В 1985 году частные собственники перестроили внутреннее пространство башни под квартиру по плану местного архитектора после того, как энергоснабжающая компания «Шлезваг» бесплатно передала им башню. Квартира находится на третьем этаже и имеет пять уровней, расположенных один над другим. В бывшем резервуаре для воды разместились жилые и рабочие зоны. Холл, ванная и спальня расположены в шахте башни. Лифт ведёт от входа в холл на высоту в 22 метра, откуда лестница ведёт на верхние этажи.